# Víctor Luengo
Víctor José Luengo Ciscar (Valencia, 1º febbraio 1974) è un ex cestista spagnolo.

## Carriera
Con la Spagna universitaria ha disputato le Universiadi di Palma di Maiorca 1999.

## Palmarès
- Copa del Rey: 1

Valencia: 1998
- ULEB Cup: 1

Valencia: 2002-03